# Сладолед торта
Сладолед торта је торта направљена са сладоледом као главним састојком. Једноставнија верзија без печења може се направити тако што се мешају различити укуси сладоледа у тепсију. 
Сладолед торта је популарна храна за забаве, која се често једе на рођенданима и венчањима, посебно у Северној Америци и Аустралији. У Европи није толико познат. У Уједињеном Краљевству, сладолед ролнице су познате као арктичке ролнице.

## Припрема
Компонента торте се пече на нормалан начин, сече у облик ако је потребно, а затим се замрзава. Сладолед се обликује у калуп према потреби, а ове компоненте се затим склапају док су замрзнуте. Шлаг се често користи за глазуру, као допуна, и зато што се многе типичне глазуре неће добро придржавати залеђене торте. Цела торта се затим држи замрзнута до сервирања, када се остави да се одмрзне не може лако исећи, али не толико да се сладолед отопи.

## Америчко тржиште
Сладолед торте су популарне у САД. Carvel има историју тематских торти које се оглашавају на телевизији. Baskin-Robbins, Даири Куеен, Dairy Queen, Friendly's, Cold Stone Creamery и други продавци такође продају колаче од сладоледа.
Такође су популаран десерт за прославе четвртог јула; колачи припремљени за овај дан често су украшени патриотским мотивима, и украшени шлагом, црвеним бобицама и боровницама.  Друге верзије су са заставицом направљене са наизменичним слојевима сладоледа и шербета. 